# Martti Kantola
Martti Heikki Kantola, född 20 april 1909 i Tammerfors, död 22 juli 1994 i Åbo, var en finländsk fysiker.
Kantola blev filosofie doktor 1950. Han verkade först som lärare vid Helsingfors universitet och Tekniska högskolan samt arbetade i Jarl Axel Wasastjernas forskargrupp. Han var 1950–1972 professor i fysik vid Åbo universitet.
Sin forskning ägnade Kantola det fasta tillståndets fysik, speciellt röntgenkristallografin, ett område som utvecklades kraftigt i Åbo under hans ledning. Han var 1960–1969 prorektor vid Åbo universitet och 1969–1972 dekanus vid dess matematisk-naturvetenskapliga fakultet. Han deltog aktivt i grundandet av Finlands fysikerförening 1947 och arrangerade de första fysikerdagarna i Finland 1948.